# Eduard Müller (Politiker, 1855)
Carl Louis Christian Eduard Müller (* 31. Mai 1855 in Lauscha; † 1911 oder 1912) war ein deutscher Fabrikant, Kommerzienrat und Politiker der Nationalliberalen Partei (NLP).
Eduard Müller wurde als Sohn des Besitzers einer Glashütte geboren. Er absolvierte die Realschule zweiter Ordnung von 1869 bis 1873 in Saalfeld und anschließend in den Jahren 1873 und 1874 eine kaufmännische Ausbildung. Beim 96. Regiment in Rudolstadt war er 1875 und 1876 Einjährig-Freiwilliger und wurde bei den Streitkräften bis zum Unteroffizier befördert. Von 1877 bis 1882 arbeitete er als Buchhalter und war von 1882 bis 1889 Direktor der New York und Rudolstadt Pottery Comp. in Rudolstadt. Im Jahr 1890 gründete er eine eigene Porzellanfabrik unter der Firma E. & A. Müller in Schwarza-Saalbahn. Im Fürstentum Schwarzburg-Rudolstadt gehörte er der Handelskammer seit deren Gründung an.
Im Juni 1898 zog er als Abgeordneter der Nationalliberalen Partei für den Reichstagswahlkreis Fürstentum Schwarzburg-Rudolstadt in der 10. Wahlperiode im zweiten Wahlgang mit einem Ergebnis von 52,09 % in den Reichstag ein. Bis zum Ablauf der Legislaturperiode im Juni 1903 war er in den Ausschüssen für Postwesen und für Kinderarbeit tätig, kandidierte aber nicht für die folgende Legislaturperiode. Seit 1905 gehörte er dem Stadtrat von Rudolstadt an. Im Wahlkreis Saalfeld-Rudolstadt war im Januar 1907 in der bis zum Januar 1912 dauernden 12. Wahlperiode mit 56,19 % erneut gewählt worden, diesmal war er in den Ausschüssen für Hausarbeit und Vogelschutz tätig. Darüber hinaus war er an der Gestaltung des Gesetzes für die Arbeitskammer beteiligt.